# Gerson (album)
Gerson è il primo album dei Gerson, pubblicato nel 2002.

## Tracce
1. Sotto lo spot
2. Tieni le mani in vista
3. Poveri noi!
4. Troppo lontano per me
5. Pony
6. T.S.O
7. Chihuahua
8. Peso morto
9. Dammi fuoco
10. Webshit

## Formazione
- Paolo Stucchi - voce, chitarra
- Stefano "Steve" Colla - chitarra
- Rafael Miranda - basso
- Mauro D. - batteria